# Срочкув
Срочкув (пол. Sroczków) — село в Польщі, у гміні Пацанув Буського повіту Свентокшиського воєводства.
Населення — 399 осіб (2011).
У 1975-1998 роках село належало до Келецького воєводства.

## Демографія
Демографічна структура на день 31 березня 2011 року:
|          | Загалом | Допрацездатний вік | Працездатний вік | Постпрацездатний вік |
| -------- | ------- | ------------------ | ---------------- | -------------------- |
| Чоловіки | 203     | 44                 | 131              | 28                   |
| Жінки    | 196     | 39                 | 101              | 56                   |
| Разом    | 399     | 83                 | 232              | 84                   |